# Käringötrafiken
Käringötrafiken är ett svenskt och bohuslänskt rederi som är bildat år 1975 på Käringön av Björn Kenneth Tobin. Mellan år 1975 och år 1995 så hette bolaget firma Björn Tobin och mellan år 1995/ october 1997 så hette bolaget Käringö-Trafiken AB och efter october 1997 så heter bolaget Käringötrafiken Ab  och i början  så körde  den traden Hälleviksstrand - Käringön rederi som bedriver upphandlad färjetrafik för Västtrafik linjen 381 mellan Käringön och även Gullholmen och Tuvesvik på fastlandet på Orust. Bolaget omsätter dryga 30 miljoner kronor om året år 2024. Från och med juni år 2025 får Käringötrafiken nya ägare och det är koncernen Byberg & Nordin som blir ägare av Käringötrafiken efter att familjen Tobin väljer att sälja bolaget till dem.

## Flotta
| Färja        | Bild | Byggd | Linje | Passagerare | Noter |
| ------------ | ---- | ----- | ----- | ----------- | ----- |
| Strömcrona   |      | 2013  | 381   | 218         |       |
| Strömstierna |      | 2007  | 381   | 246         |       |